# Rotkretscham

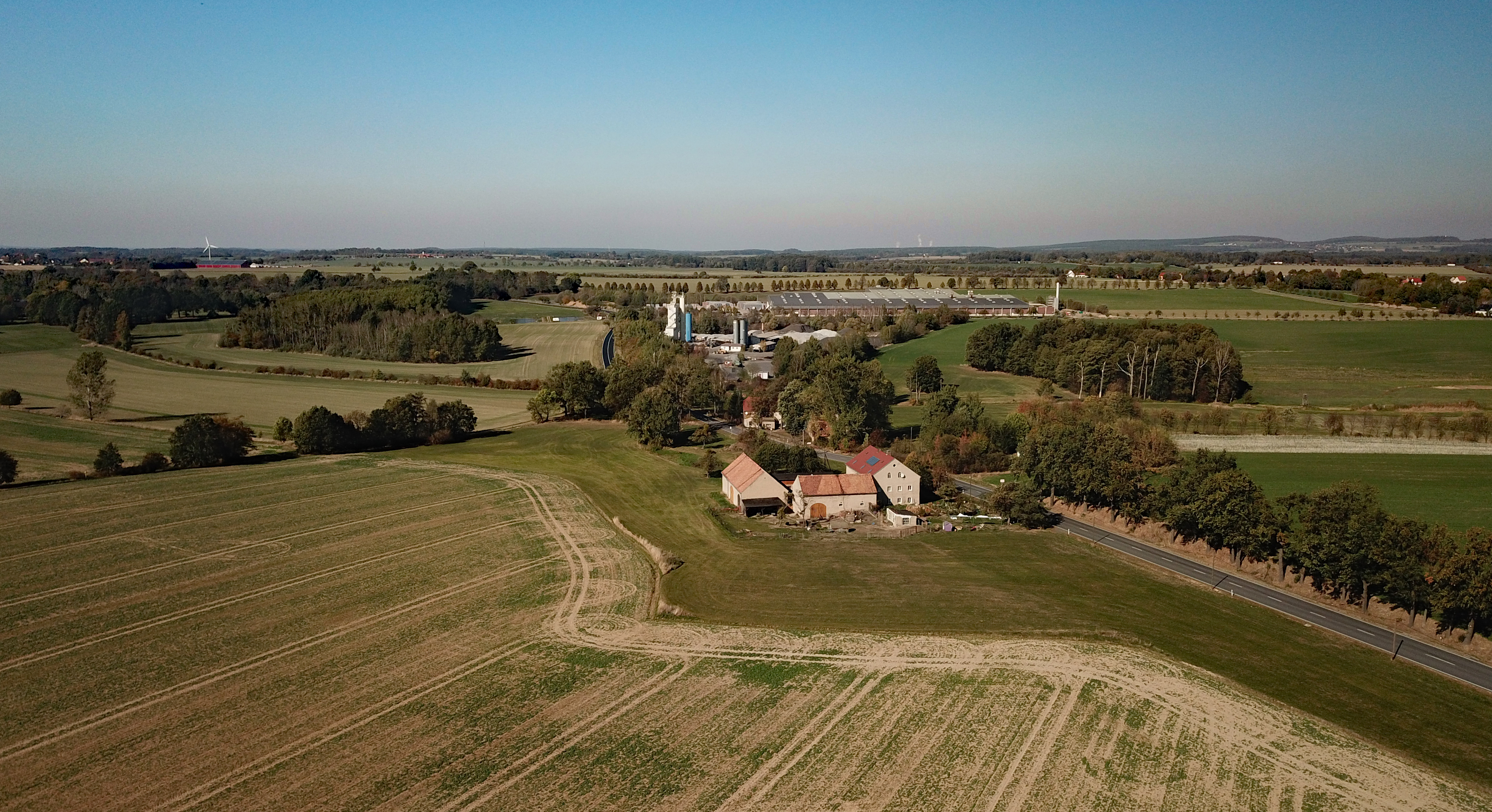
Luftaufnahme

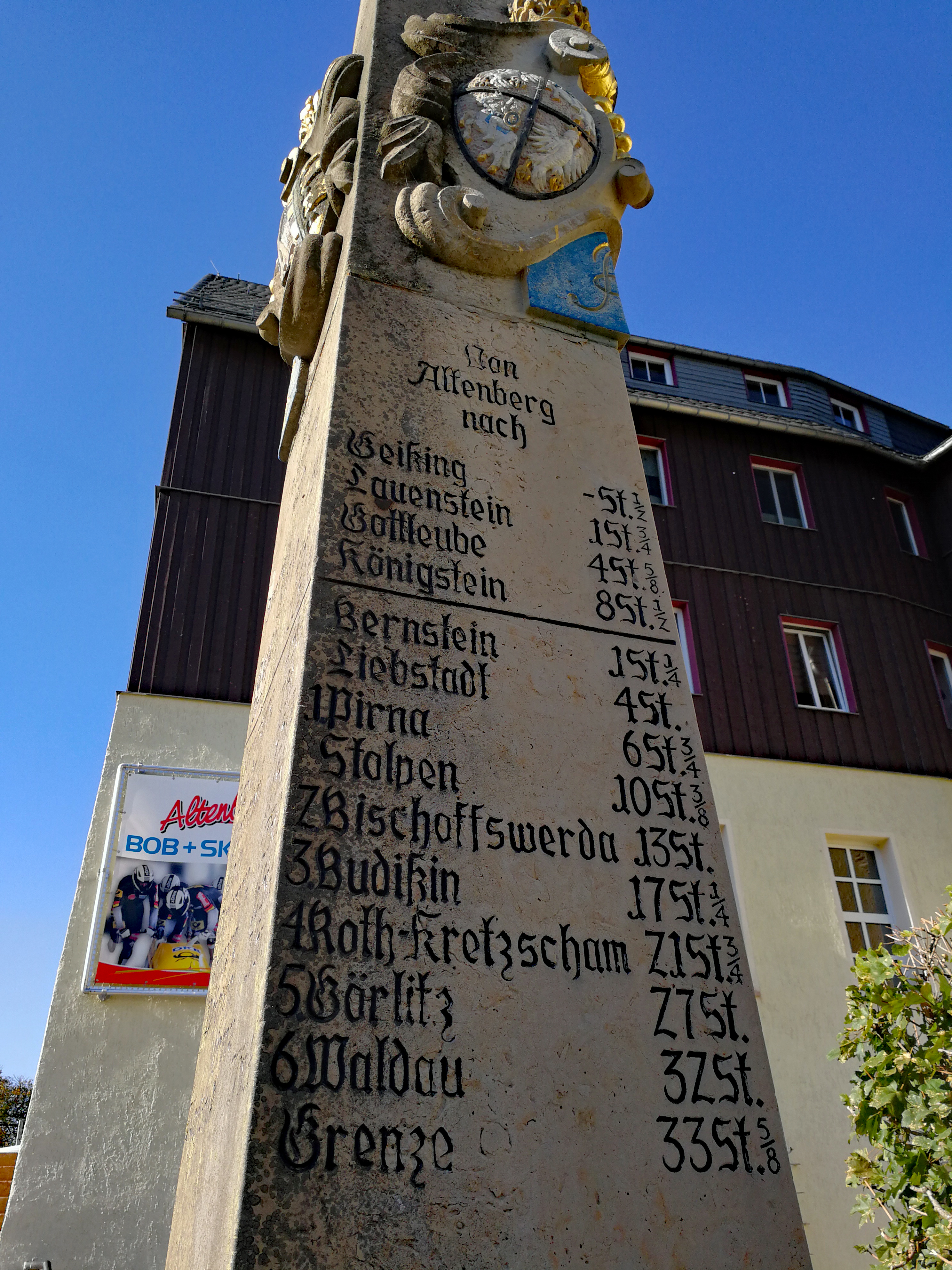
Postmeilensäule aus dem Jahre 1722 in Altenberg mit Eintrag der Poststation Roth-Kretzscham zwischen Budissin und Görlitz

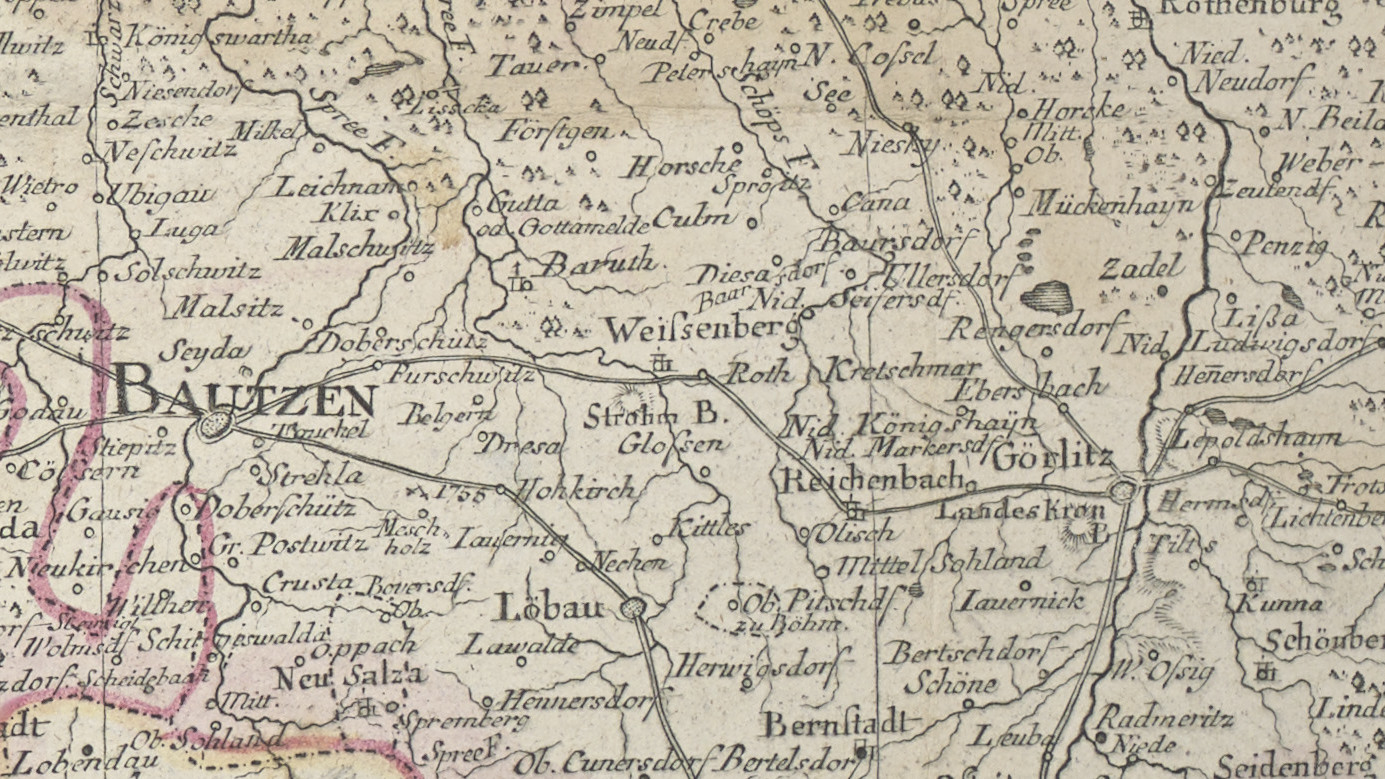
„Roth Kretschmar“ auf einer Landkarte von 1809 (etwa in der Mitte der Straße von Bautzen nach Görlitz)

Rotkretscham, obersorbisch Čerwjena korčma, ist ein Dorf in Sachsen, das heute zur Gemeinde Vierkirchen im Landkreis Görlitz gehört. Lange Zeit war Rotkretscham ein Ortsteil von Tetta, von 1974 bis 1994 gehörte es zu Buchholz.

## Geografie
Rotkretscham liegt in der Oberlausitz, etwa 10 Kilometer nördlich von Löbau und 20 Kilometer östlich der Stadt Bautzen. Umliegende Ortschaften sind Buchholz im Norden, Tetta im Nordosten, Alt- und Neucunnewitz im Süden, Maltitz im Südwesten und Wasserkretscham im Westen.
Durch Rotkretscham fließt das Buchholzer Wasser. Der Ort liegt an der Alten Poststraße (heute Staatsstraße 111). Die Bundesautobahn 4 mit der Anschlussstelle Weißenberg liegt nordwestlich.

## Geschichte
Der Namensteil kretscham ist von dem slawischen Wort k(o)rčma für Schänke abgeleitet. Am östlichen Teil der Via Regia Lusatiae Superioris zwischen Leipzig und Breslau wurde 1694 ein Postkurs eröffnet. In der an dieser Straße liegenden Schänke Rothkretscham gab es schon mindestens seit dieser Zeit eine Poststation gleichen Namens. 1719 wurde der Briefträger Wolfgang Kühn vom Bautzener Oberpostamt als Posthalter in Rothkretscham eingesetzt. Er eröffnete im Jahre 1732 gegenüber der Schänke auf der nördlichen Straßenseite ein gesondertes Posthaus, das er auf eigene Kosten errichtet hatte. Es war ein großes massives Gebäude mit mehreren Stuben, Stallungen für zwölf Pferde und einem Wagenschuppen. Nachdem der Enkel des Erbauers der Poststation, der Postmeister Christian Traugott Kühn im Jahre 1802 verstorben war, ging der Posten des Rothkretschamer Postmeisters an den Kamenzer Friedrich August Löbel. Unter Auflagen verlegte er die Poststation in seine Neue Schänke ins benachbarte Neucunnewitz, wurde dort aber im Laufe der Napoleonischen Kriege total geplündert. Nach der neuen Grenzziehung infolge des Wiener Kongresses und der Umstellung auf einen neuen Postkurs über Löbau im Jahre 1822 verlor die Poststation Rothkretscham zunehmend an Bedeutung. Die Poststation kam zunächst auf preußisches Gebiet, wurde jedoch durch eine nachträgliche Änderung der Grenzziehung auf sächsisches Gebiet verlagert, während der Gasthof auf preußischem Territorium verblieb. Die komplizierte Grenzverlegung ist noch heute an der Grenze zwischen den Landkreisen Bautzen und Görlitz zu erkennen. Schon im Jahre 1824 erscheint Rothkretscham nicht mehr als Poststation auf den entsprechenden Karten.
Rotkretscham war noch bis zum Inkrafttreten des Deutschen Zollvereins im Jahre 1834 Landesgrenzkontrollstation zwischen Sachsen und Preußen. Von der ehemaligen Poststation fand man um 1990 beim Verlegen von Leitungen noch Grundmauern der Stallungen.

## Trivia
In der Sage Der Postillion und der Schatz der Landeskrone wird von einem Postillion Matthes aus Rothkretscham berichtet, der in Krischa (heute Buchholz) gewohnt haben soll. Matthes soll noch 1826 gelebt haben.

## Andere Orte gleichen Namens
Rothkretscham war außerdem die Bezeichnung eines zu Klein Tschansch gehörenden Wirtshauses. Der Ort wurde 1928 zur Stadt Breslau eingemeindet. Er heißt heute Księże Małe und liegt im Stadtbezirk Wrocław-Krzyki. In jenem Rothkretscham soll schon Matthias Corvinus vor seinem Einzug nach Breslau 1469 übernachtet haben.